# Tephrosia lebrunii
Tephrosia lebrunii är en ärtväxtart som beskrevs av Arthur John Cronquist. Tephrosia lebrunii ingår i släktet Tephrosia och familjen ärtväxter. Inga underarter finns listade i Catalogue of Life.